# Convento de San Francisco (Pontevedra)
El convento de San Francisco es un convento franciscano situado en el centro de la ciudad española de Pontevedra, frente a la plaza de la Herrería y a los jardines de Casto Sampedro, en el límite sureste del centro histórico. La iglesia gótica de San Francisco está adosada al convento por el lado sureste.  

## Historia
Según la tradición, el convento fue fundado por Francisco de Asís, que paró en Pontevedra mientras hacía la ruta portuguesa del Camino de Santiago. La llegada de la orden franciscana a la ciudad tuvo lugar posiblemente en el último tercio del siglo XIII. Un dato históricamente comprobado es que la fundación existía ya en 1274, según consta en el Archivo Nacional y en documentos del monasterio de Armenteira, testamentaría de Arias Fernández. La edificación, llevada a cabo entre 1310 y 1360, sobre una antigua casa e iglesia templarios en un solar de la casa de Sotomayor contó con la ayuda económica de los herederos de Pay Gómez Chariño. Para la construcción se aprovecharon varias torres antiguas, una de ellas con restos medievales, posiblemente del siglo XI, en aquella época aun fuera del perímetro de la muralla de la ciudad.
La opulencia de esta construcción provocó envidia en los miembros de la orden dominica instalados en la ciudad, que habían rematado su iglesia diez años antes, y que decidieron iniciar en 1380 la construcción de otra iglesia mayor que la franciscana, con cinco ábsides. En 1362 se inició la construcción de la cabecera de la iglesia de las monjas clarisas en la ciudad, similar a la de San Francisco, pero de menor tamaño. Además de estas tres construcciones, la iglesia parroquial de San Bartolomé había sido ampliada entre 1337 y 1339. Este gran apogeo en la construcción se debió al gran número de donaciones económicas procedentes de familias pudientes, temorosas de la muerte procedente de la peste bubónica que asolaba Europa en esa época.
Una ampliación sufragada por el arzobispo Malvar a finales del siglo XVIII sustituyó el claustro medieval del conventoy levantó la torre de la iglesia.
Tras la desamortización de Mendizábal el convento quedó deshabitado, siendo propiedad del ayuntamiento. Tras la exclaustración de los monjes de 1835, fue la Venerable Orden Tercera la que mantuvo la iglesia abierta al culto. El convento se convirtió en residencia del gobernador civil y sede del gobierno político. Entre 1836 y 1890, albergó también la sede de la Diputación Provincial de Pontevedra hasta su traslado al actual Palacio Provincial. Cuando, en 1840, Pontevedra fue asediada e invadida por tropas de Vigo con el objetivo de quitarle su condición de capital de provincia, los pontevedreses se defendieron desde el convento de San Francisco.
En 1845 se decidió adaptar una parte del antiguo convento de San Francisco, tras su desamortización, para convertirla en sede de la casa-cuartel de la Guardia Civil. Al mismo tiempo, se proyectó la construcción de una amplia escalinata que realzara la entrada principal del edificio. En 1853 se terminó de construir la escalinata de acceso a la iglesia de San Francisco. En 1885 se intentó instalar en el edificio una fábrica de Tabacos, pero la petición del ayuntamiento de Pontevedra fue rechazada. En 1891 el convento se convirtió en la sede de la Delegación Provincial de Hacienda del Estado. La iglesia fue declarada Monumento Nacional en 1896.
En 1900, el arquitecto Arturo Calvo Tomelén realizó obras de restauración en la cabecera de la iglesia, durante las cuales salieron a la luz las ventanas del ábside y el rosetón del crucero. En 1904, una Real Orden autorizó al ayuntamiento a albergar a las tropas de infantería en el convento mientras se construía el cuartel de San Fernando. El 15 de enero de 1909, el padre Luis María Fernández Espinosa y 5 religiosos más volvieron a habitar el recinto, con un contrato de alquiler de 25 años, a 250 pesetas por año. En 1916 los Bomberos se establecieron en la parte trasera del convento.
En 1917 se alquiló a los franciscanos la iglesia y el convento, incluido el claustro. En 1930 el templo les fue cedido por Real Orden. A partir de 1932, el convento pasó a ser de uso exclusivo del Ministerio de Hacienda. En 1950 Luis Menéndez Pidal y Francisco Pons Sorolla restauraron los tejados del convento. En 1978 el parque de Bomberos de Pontevedra abandonó las instalaciones de la parte trasera del convento. En 1994 se realizó la reforma interior de la parte trasera de la segunda planta del convento.
En la noche del 17 de junio de 1995 el templo sufrió un incendio, siendo restaurado poco tiempo después. La iglesia restaurada se reabrió el 5 de octubre de 1996. En 2010 las instalaciones de la Delegación Provincial de Hacienda en el convento fueron cerradas al trasladarse la Delegación a un edificio de nueva planta en el barrio de Campolongo. En 2019 la titularidad del edificio pasó a ser asumida por el Ministerio de Cultura.

## Descripción

### La iglesia
La iglesia es de estilo gótico tardío u ojival. Responde al modelo de iglesias mendicantes y tiene planta de cruz latina, con nave única, crucero, cubierta de madera y cabecera con tres ábsides poligonales, cubiertos con bóvedas de crucería. La nave central, de 100 metros de largo por 10 de ancho, es la más alta de todas las iglesias franciscanas de Galicia.

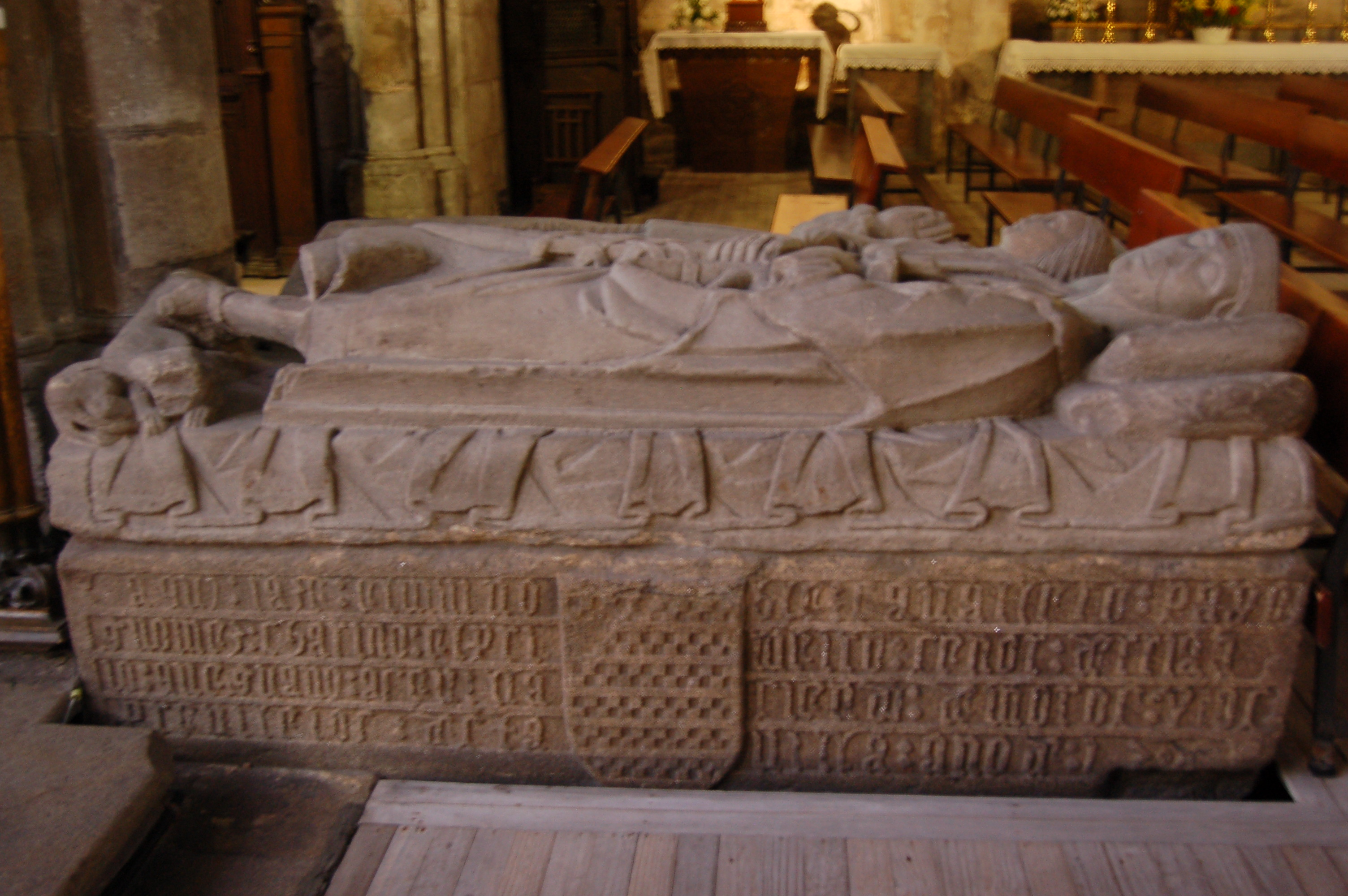
Sepulcro de Pay Gómez Chariño.

En su interior están los sepulcros de Pay Gómez Chariño, Xoán Feijoo de Soutomaior, y Paio de Montenegro. Una estatua yacente de un caballero armado, ataviado con una túnica y coronado con un gorro, cubre el sarcófago de piedra de Pay Gómez Chariño. La iglesia tiene varias capillas dedicadas a: los Dolores o Anunciación (1590) en el lado de la Epístola, el Buen Suceso o Sagrado Corazón (1670), la Orden Tercera, la Inmaculada Concepción y Misericordia (1677), San Antonio, Santa Isabel o la Visitación. A la entrada de la iglesia, en el lado de la Epístola, hay un mural, de hacia 1500, que representa la Misa de San Gregorio. En el exterior, la fachada principal presenta un arco apuntado y arquivoltas molduradas.
Las vidrieras de la iglesia tienen un programa iconográfico profundamente franciscano: en la capilla mayor, los temas de Cristo y María están representados en el centro con las imágenes del Ecce homo y la Virgen de los Dolores. A su derecha están San Mateo, San Juan, San Pedro y San Francisco, y a la izquierda San Antonio de Padua, San Pablo, San Marcos y San Lucas. Así, la posición central de Jesús y María se completa y destaca a cada lado con dos santos de la Orden franciscana, Francisco y Antonio de Padua, luego con los apóstoles, Pedro y Pablo, y en los extremos, a cada lado, de dos en dos, con los cuatro evangelistas.

### El convento
El convento fue reconstruido en el siglo XVIII en estilo barroco. La construcción finalizó en 1800. Cuando se derribaron las murallas de Pontevedra, se incorporó a su fachada la Puerta de Santo Domingo o Puerta de la Ciudad del siglo XIII, en la entrada principal.
Es un edificio sobrio de grandes dimensiones con tres plantas y zócalo de piedra. Las puertas y ventanas adinteladas son lisas. Sobre la ventana central del balcón de la fachada, encima de un pequeño frontón, hay un escudo de piedra de Pontevedra.
El convento tiene planta rectangular con un claustro en el lado sureste y dos patios de diferentes tamaños en el lado noroeste. El exterior presenta numerosas ventanas alargadas y simétricas, con balcones en la fachada principal y un gran balcón sobre la puerta de entrada. Se accede a la iglesia por una puerta situada en el ala izquierda del crucero. El edificio mide 100 metros de largo, 30 de ancho y 24 de alto.
El claustro tiene planta cuadrada y un transepto central. Es mucho más sobrio que el claustro gótico al que sustituyó en el siglo XVIII, pero tiene alguna decoración de placas. En el lado izquierdo de la iglesia conventual se encuentran las puertas que comunican la iglesia con el claustro y que permiten el acceso a las dependencias conventuales franciscanas.
El interior del convento barroco fue diseñado con tres salas nobles dedicadas al comedor, la zona de oración y el espacio de reunión de los monjes.

## Cultura
La iglesia fue elegida hace siglos como lugar de enterramiento por algunas de las principales familias nobles de Pontevedra, como los Sarmiento y los Mariño de Lobeira.
En el convento está el comedor benéfico de San Francisco, que de lunes a sábado da de comer desde 1988 a un buen número de necesitados. En 2011 residían en el convento cuatro frailes.